# 双坑站
双坑站位于福建省宁德市古田县黄田镇，建于1986年。距来舟站88公里，距福州站106公里。现为五等站。客运办理旅客乘降，不办理行李包裹托运；不办理货运业务。